# Alain Demurger
Alain Demurger (1939-) es un historiador francés, catedrático de la Universidad de París y destacado especialista en estudios sobre el poder real a finales de la Edad Media, órdenes militares como los templarios, la espiritualidad medieval y la época de las Cruzadas.

## Biografía
Nacido en 1939, su carrera la ha realizado «entre la Escuela Normal Superior de Saint-Cloud, la agregación de historia en 1964, dos años de educación secundaria en el instituto de Pontoise y la llamada de la Sorbona en 1968» donde se incorpora en enero de 1969. Por requisitos académicos elabora un proyecto de investigación sobre los bailíos y las senescalías durante la guerra entre Armañac y Borgoña que publica en 1979.
En 1982, a propuesta de Editions du Seuil, empieza a escribir sobre la Orden del Temple para la antigua colección Microcosme que la editorial pretendía recuperar. Enzarzado desde 1983 en la investigación sobre el tema, en 1985 publica Vie et mort de l'ordre du Temple (en español se titulará Vida y muerte de la orden del Temple o Auge y caída de los templarios) que rápidamente se convierte en un éxito de ventas.
Alain Demurger es profesor de conferencias honorario de la Universidad de París I Panthéon-Sorbonne. Está especializado en la historia de las Cruzadas, de las órdenes religiosas y de la  Francia de finales de la Edad Media.
Demurger ha sido valorado como autor de un buen estudio general sobre los Caballeros Templarios, como "magnífico" o como de "buen estudio".

## Publicaciones

### Libros

#### Órdenes militares
- La croisade au Moyen Âge. Idée et pratiques, París, F. Nathan, (Coll. 128), 1998.
- Brève histoire des Ordres religieux-militaires [Guide aide-mémoire], Gavaudun, Ed. Fragile. 1997.
- Chevaliers du Christ. Les ordres religieux-militaires au Moyen Âge (XIe-XVIe siècle). París, Ed. du Seuil, 2002.
  - Caballeros de Cristo. Templarios, hospitalarios, teutónicos y demás órdenes militares en la Edad Media (siglo XI a XVI). Editorial Universidad de Granada, 2005. ISBN 978-84-338-3642-7
- Croisades et croisés au Moyen Âge, Champs Flammarion, París 2006, ISBN 978-2-08-080137-1

#### Caballeros templarios
- La croisade au Moyen Âge. Ideas y prácticas , París, F. Nathan, (Col. 128), 1998.
- Brève histoire des Ordres religieux-militaires [Guía aidemémoire], Gavaudun, ed. Frágil. 1997.
- Croisades et croisés au Moyen Âge, Campos Flammarion, París 2006, ISBN 978-2-08-080137-1

#### Cruzadas
- Vie et mort de l'ordre du Temple, 1120-1314, Edition Nathan, París, 1998, ISBN 2-02-020815-6, 448 pages.
  - Auge y caída de los templarios, Ediciones Martínez Roca, Barcelona, 1986, ISBN 84-270-1024-9
- Jacques de Molay: le crépuscule des templiers, Biographie Payot, París, 2002, ISBN 978-2-228-89628-3, 396 pages.
- Les Templiers. Une chevalerie chrétienne au Moyen Âge, Le Seuil, 2005, ISBN 2-02-066941-2
- Les Templiers, Editions Jean-Paul Gisserot, 2007, ISBN 2-87747-955-2

#### Edad Media
- Nouvelles histoires de la France médiévale. Tome 5: Temps de crises. Temps d'espoirs. Points Seuil, París, 1990.
- L'Occident médiéval : XIII-XV siècle, Hachette Education, collection «Les fondamentaux - histoire géographie», 2004.

### Artículos
- «La Famille Jouvenel. Quelques questions sur un tableau», Annuaire-Bulletin de la Société de l’Histoire de France, 1997, p. 39-56.
- «Trésor des Templiers, trésor du roi. Mise au point sur les opérations financières des templiers», dans Pouvoir et Gestion, Toulouse, Presses de l'Université des Sciences sociales, 1997, p. 73-86.
- « Le religieux de Saint-Denis et la croisade », dans Saint-Denis et la royauté. Mélanges offerts à Bernard Guenée, Actes du Colloque international en l'honneur de B. Guenée. París, Publications de la Sorbonne, 1999, pp. 181–196.
- « Les templiers à Auxerre », dans P. Boucheron et Jacques Chiffoleau, Religion et société urbaine au Moyen Age. Etudes offertes à Jean-Louis Biget, París, Publications de la Sorbonne, 2000, p. 301-312.
- «Pour trois mille livres de dette: Geoffroy de Sergines et le Temple», dans La présence latine en Orient au Moyen Âge, París, Centre historique des Archives Nationales, 2000, p. 67-76.
- Les Templiers : Guerriers du Pape